# مجموعة آي بي آر للطاقة
مجموعة آي بي آر للطاقة هي شركة تعمل في مجال استكشاف النفط والغاز الطبيعي. يقع مقرها في تكساس بالولايات المتحدة.

## مناطق الامتياز

### مصر
تستحوذ آي بي آر على الحصة الحاكمة بمناطق إمتياز (يدما / العلمين بالصحراء الغربية، الفيوم بالصحراء الغربية، شمال بني سويف بوادي النيل، جنوب غرب جبل الزيت البحرية بخليج السويس، شمال يوليو بخليج السويس) بينما تستحوذ على حصة غير حاكمة في مناطق إمتياز (الديور، شمال رأس قطارة، جنوب دسوق الأرضية بدلتا النيل).
| منطقة الإمتياز                          | الشركة القائمة بالعمليات                 | الشركة الموقعة للإتفاقية      | التشريعات المنظمة       | التشريعات المنظمة                                                             | ملاحظات                                         |
| منطقة الإمتياز                          | الشركة القائمة بالعمليات                 | الشركة الموقعة للإتفاقية      | القانون                 | التعديلات أو القوانين التي حلت محله                                           | ملاحظات                                         |
| --------------------------------------- | ---------------------------------------- | ----------------------------- | ----------------------- | ----------------------------------------------------------------------------- | ----------------------------------------------- |
| شمال بني سويف بوادي النيل               | بترو بني سويف وتقوم على إدارتها بتروسيله |                               | قانون رقم 160 لسنة 2019 |                                                                               |                                                 |
| جنوب البركة بغرب النيل                  |                                          | آي بي آر إنرجي ريسورسيز       | قانون رقم 120 لسنة 2015 |                                                                               | بالإشتراك مع: ميديتيرا إنرجي إنترناشيونال       |
| جنوب دسوق الأرضية بدلتا النيل           |                                          | آي بي آر ساوث دسوق ليمتد      | قانون رقم 6 لسنة 2014   | قانون رقم 142 لسنة 2021                                                       | حصة غير حاكمة بالإشتراك مع: سي دراجون إنرجي إنك |
| الفيوم بالصحراء الغربية                 | بتروسيله                                 |                               | قانون رقم 147 لسنة 2004 | - قانون رقم 132 بسنة 2010 - قانون رقم 201 لسنة 2017 - قانون رقم 162 لسنة 2021 | بالإشتراك مع: فاروس                             |
| شرق عران بخليج السويس                   |                                          | آي بي آر ترانس أويل كوربوريشن | قانون رقم 11 لسنة 1999  |                                                                               | تنازلت عنها آي بي آر                            |
| الديور بالصحراء الغربية                 |                                          | آي بي آر ترانس أويل كوربوريشن | قانون رقم 8 لسنة 1999   |                                                                               | حصة غير حاكمة بالإشتراك مع: أباتشي              |
| شمال رأس قطارة                          |                                          | آي بي آر ترانس أويل كوربوريشن | قانون رقم 16 لسنة 1998  |                                                                               | حصة غير حاكمة بالإشتراك مع: أباتشي              |
| شمال البحرية بالصحراء الغربية           |                                          | آي بي آر ترانس أويل كوربوريشن | قانون رقم 10 لسنة 1998  |                                                                               | تنازلت عنها آي بي آر                            |
| شمال يوليو بخليج السويس                 |                                          |                               | قانون رقم 18 لسنة 1997  |                                                                               |                                                 |
| جنوب غرب جبل الزيت البحرية بخليج السويس |                                          |                               | قانون رقم 185 لسنة 1993 |                                                                               |                                                 |
| يدما /العلمين بالصحراء الغربية          |                                          | آي بي آر ترانس أويل كوربوريشن | قانون رقم 155 لسنة 1963 | - قانون رقم 172 لسنة 2005 - قانون رقم 153 لسنة 2024                           |                                                 |